# 미국 국방부 장관실

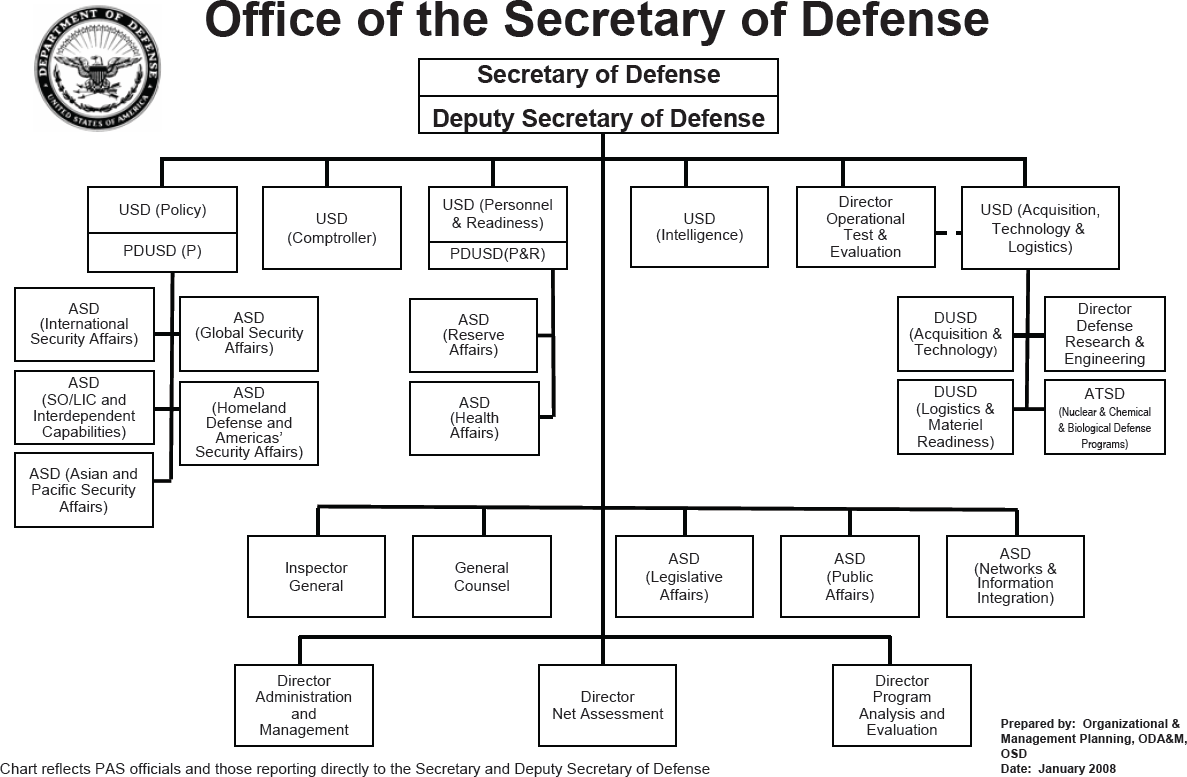
국방장관실 조직도

미국 국방부 장관실(美國國防部長官室, 영어: Office of the Secretary of Defense, 간단히 OSD)은 국방부 장관 직속의 군정 기구로, 군사 교육, 국방계획, 물자 관리, 회계, 및 정책 평가 등을 담당하는 미국 국방부의 주요 부서이다. 국방장관실에는 국방 차관이 5명 있고 각각 조달·기술·병참(Acquisition, Technology & Logistics), 회계감사, 정보, 인사·대응(Personnel & Readiness), 정책을 담당한다. 차관을 임명하는 데에는 상원의 승인이 필요하다. 그 외의 직무로서 국방 연구기술국장, 국방 차관보, 법률 고문, 운용시험평가국장, 국방장관 보좌관, 행정 관리국장 등이 국방장관을 보좌한다.

## 같이 보기
- 미국의 국방부 장관